# Pies ratowniczy

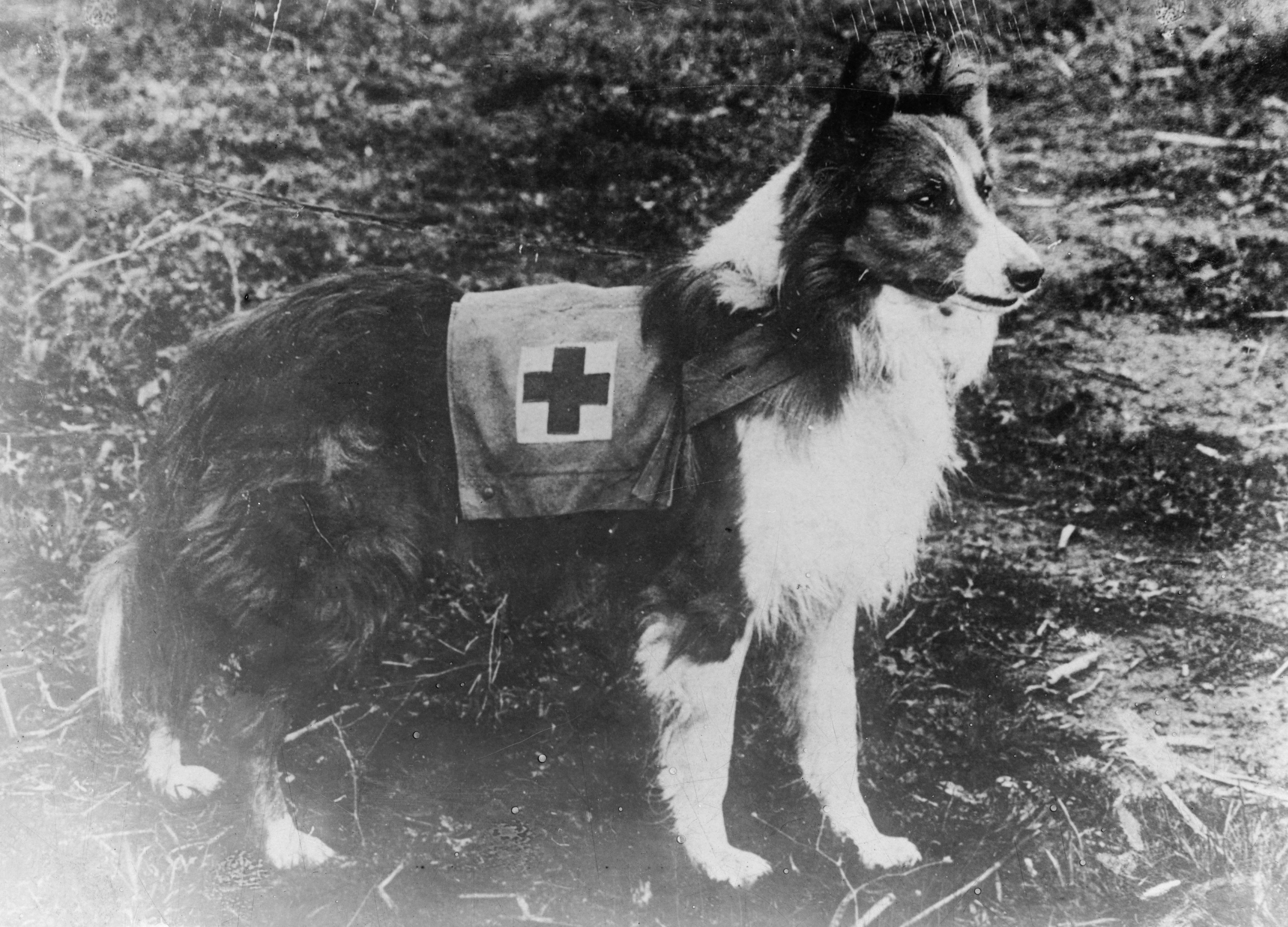
Owczarek szkocki Czerwonego Krzyża (Włochy, 1909)

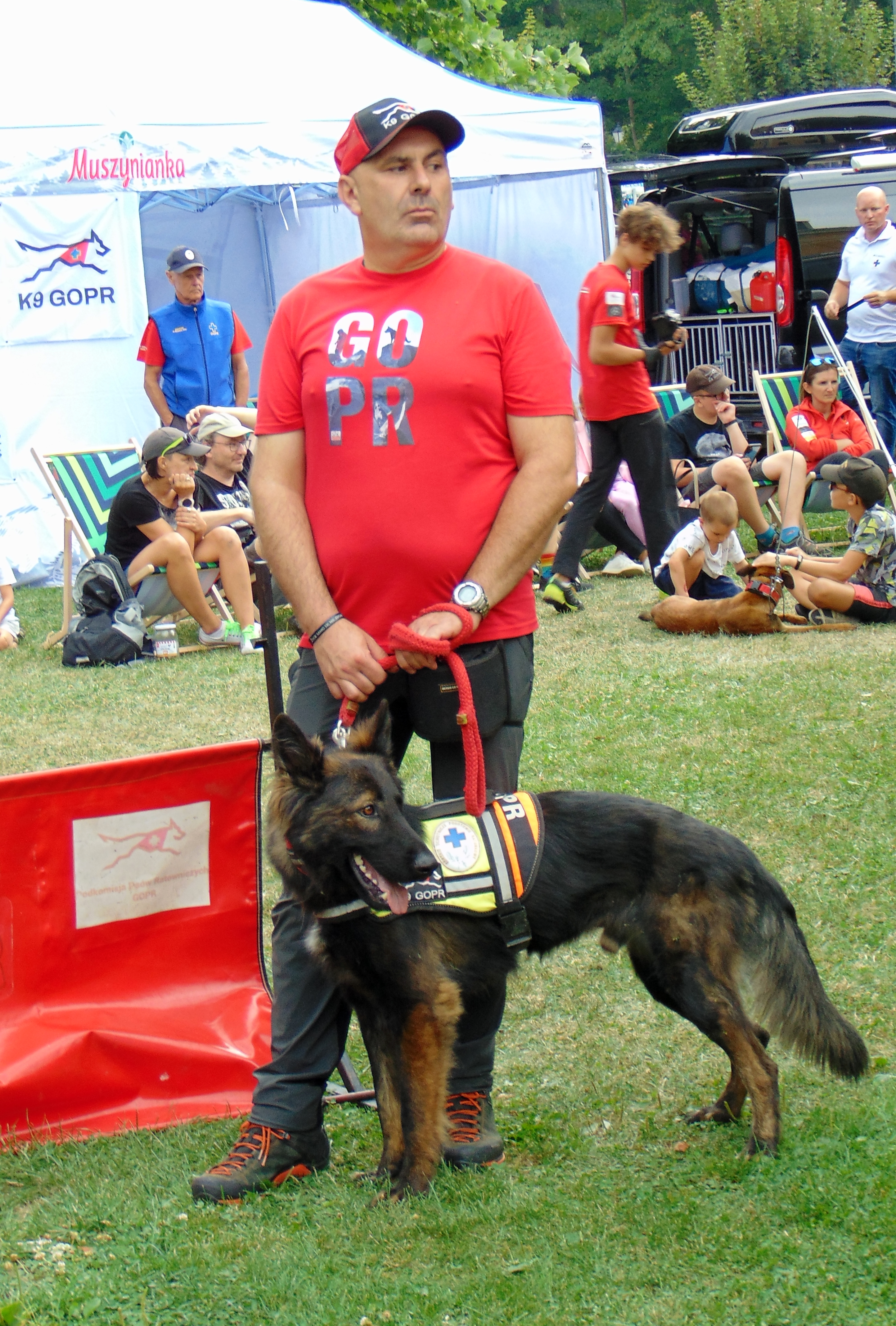
Ratownik GOPR z psem ratowniczym

Pies ratowniczy – w kynologii określenie psa, mające dwa znaczenia:
- pies wyszkolony do realizacji zadań z dziedziny ratownictwa;
- pies rasy predysponowanej do realizacji zadań z dziedziny ratownictwa – dana rasa od wielu pokoleń hodowana jest w celu zachowania bądź rozwinięcia predyspozycji do ratownictwa.

Kategorie te mogą się nakładać lub nie, więc możemy mieć do czynienia z:
- psem ratowniczym (ze względu na wyszkolenie) niebędącym psem rasowym bądź też rasy nieuznawanej za ratowniczą;
- psem ratowniczym (ze względu na rasę) niewyszkolonym;
- psem ratowniczym ze względu na rasę i wyszkolenie.

## Typy psów ratowniczych

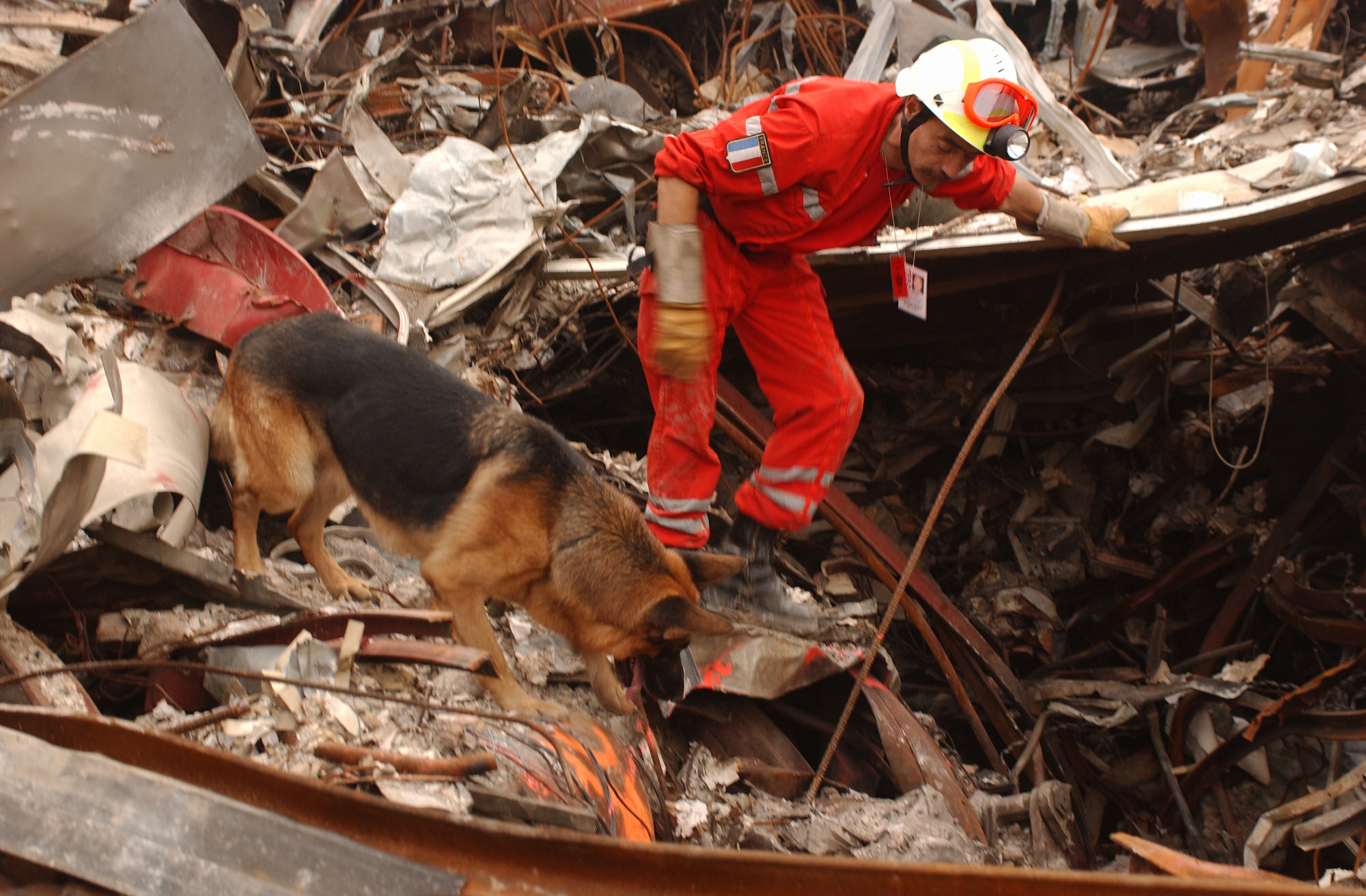
Pies ratowniczy przeszukuje gruzy World Trade Center

- pies ratowniczy lądowy:
  - pies ratowniczy lawinowy;
  - pies ratowniczy gruzowy;
  - pies ratowniczy poszukiwawczy;
- pies ratowniczy dowodny[1].

## Cechy psów ratowniczych
Generalnie psy ratownicze powinny cechować się:
- budową i wielkością odpowiednią do stawianych im zadań;
- całkowitym brakiem agresji w stosunku do człowieka;
- inteligencją[2]

Wymogi te stoją niekiedy w sprzeczności z oczekiwaniami właścicieli, najczęściej w zakresie:
- eksterieru – oczekuje się psa większego lub mniejszego niż rozmiar pożądany w ratownictwie (np. małego, tzw. kompaktowego nowofundlanda);
- charakteru – próby zastosowania psów określonej rasy do zadań sprzecznych z ich wrodzonymi cechami (np. używanie psów ras ratowniczych jako psów obronnych).

## Rasy psów ratowniczych
Kwalifikacje do pełnienia roli psa ratowniczego są uregulowane przez Rozporządzenie Ministra Spraw Wewnętrznych i Administracji z datą 4 lutego 2005 roku, dotyczące ras psów zdatnych do przeszkolenia w zakresie działań ratowniczych. W ramach tego aktu prawnego wskazano precyzyjnie 19 ras psów, które spełniają wymogi niezbędne do podjęcia profesjonalnej pracy w charakterze psa ratowniczego. Oto wykaz tych ras:
1. Labrador retriever
2. Golden retriever
3. Flat coated retriever
4. Owczarek niemiecki
5. Owczarek belgijski Groenendael
6. Owczarek belgijski Tervueren
7. Owczarek belgijski Malinois
8. Owczarek szkocki
9. Border collie
10. Seter szkocki Gordon
11. Airedale terrier
12. Hovawart
13. Sznaucer średni
14. Sznaucer olbrzym
15. Springer spaniel
16. Foxterier
17. Terier walijski
18. Terier irlandzki
19. Owczarek szetlandzki (sheltie).

Wymienione rasy psów posiadają zdolności sensoryczne, umysłowe oraz fizyczne, które umożliwiają im efektywny udział w misjach ratowniczych. Ich wyostrzony węch, inteligencja oraz zdolność do współpracy z człowiekiem pozwalają na lokalizację i wydobycie osób poszkodowanych w trudno dostępnych miejscach lub pod gruzami. Przede wszystkim, wyznaczone rasy spełniają wyśrubowane wymagania stawiane przed psami ratowniczymi, zapewniając skuteczność i profesjonalizm w dziedzinie ratownictwa.